# Saint-Girons (tổng)
Tổng Saint-Girons là một tổng của Pháp nằm ở tỉnh Ariège trong vùng Occitanie.
Tổng này được tổ chức xung quanh Saint-Girons ở quận Saint-Girons. Độ cao biến thiên từ 344 m (Clermont) đến 1 874 m (Alos) với độ cao trung bình là 517 m.

## Hành chính
| Giai đoạn | Ủy viên            | Đảng        | Tư cách                                                          |
| --------- | ------------------ | ----------- | ---------------------------------------------------------------- |
| 1998-2011 | Henri Nayrou       | Đảng xã hội | Thị trưởng La Bastide de Sérou (1989-2001), Đại biểu (1997-2012) |
| 1992-1998 | Bernard Gondran    | Div. droite | Thị trưởng Saint-Girons (1995-2008)                              |
| 1985-1992 | Jean-Pierre Ousset | PS          |                                                                  |
| 1979-1985 | Daniel Laurent     | UDF         |                                                                  |
| 1944-1979 | René Déjean        | PS          | Thị trưởng Saint-Girons (1964-1971), đại biểu (1951-1968)        |

## Các đơn vị hành chính
Tổng Saint-Girons bao gồm 14 xã với dân số 9 925 người (điều tra năm 1999, dân số không tính trùng).
| Xã                    | Dân số | Mã bưu chính | Mã insee |
| --------------------- | ------ | ------------ | -------- |
| Alos                  | 131    | 09200        | 09008    |
| Castelnau-Durban      | 423    | 09420        | 09082    |
| Clermont              | 101    | 09420        | 09097    |
| Encourtiech           | 84     | 09200        | 09110    |
| Erp                   | 102    | 09200        | 09114    |
| Esplas-de-Sérou       | 143    | 09420        | 09118    |
| Eycheil               | 500    | 09200        | 09119    |
| Lacourt               | 264    | 09200        | 09149    |
| Lescure               | 461    | 09420        | 09164    |
| Montégut-en-Couserans | 67     | 09200        | 09201    |
| Moulis                | 759    | 09200        | 09214    |
| Rimont                | 501    | 09420        | 09246    |
| Rivèrenert            | 135    | 09200        | 09247    |
| Saint-Girons          | 6 254  | 09200        | 09261    |

## Thông tin nhân khẩu
| 1962                                                     | 1968   | 1975   | 1982   | 1990   | 1999  |
| -------------------------------------------------------- | ------ | ------ | ------ | ------ | ----- |
| 11 610                                                   | 12 689 | 12 247 | 11 184 | 10 253 | 9 925 |
| Nombre retenu à partir de 1962 : dân số không tính trùng |        |        |        |        |       |